# Evangelische Kapelle Berkach

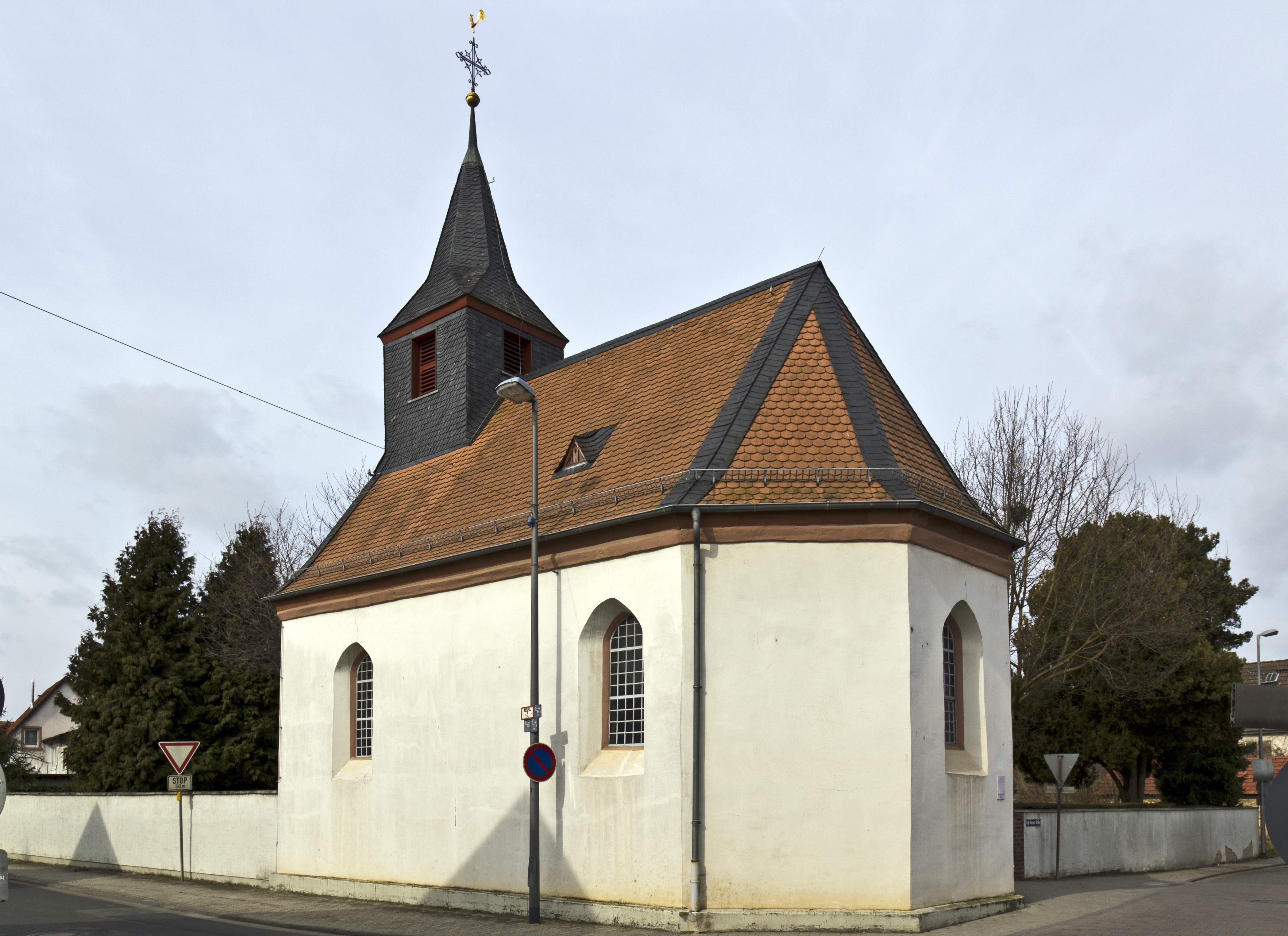
Evangelische Kapelle

Die evangelische Kirche ist ein denkmalgeschütztes Kirchengebäude in Berkach, einem Stadtteil von Groß-Gerau im Landkreis Groß-Gerau (Hessen).
Der kleine Saalbau mit dreiseitigem Schluss wurde 1688 anstelle einer 1672 niedergebrannten Vorgängerkirche errichtet. Das Spitzbogenportal, die Emporen und die Kanzel stammen aus dem Baujahr.